# Saint-Jouin-Bruneval

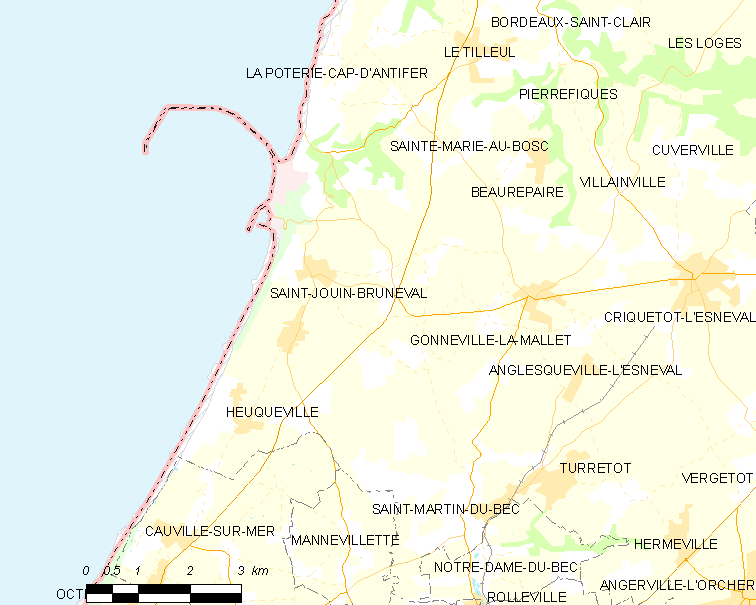
Gmina Saint-Jouin-Bruneval

Saint-Jouin-Bruneval – miejscowość i gmina we Francji, w regionie Normandia, w departamencie Sekwana Nadmorska.
Według danych na rok 1990 gminę zamieszkiwało 1437 osób, a gęstość zaludnienia wynosiła 76 osób/km² (wśród 1421 gmin Górnej Normandii Saint-Jouin-Bruneval plasuje się na 155. miejscu pod względem liczby ludności, natomiast pod względem powierzchni na miejscu 63).
W czasie II wojny światowej w pobliżu miejscowości zlokalizowany był jeden z radarów Würzburg. W 1941 r. stał się on celem zakończonej sukcesem operacji Biting.